# Gustavo Santa
Gustavo Santa Pulgarín (Pereira, Risaralda 8 de octubre de 1945) es un exfutbolista colombiano que jugaba de delantero, fue por muchos años el máximo goleador histórico del Atlético Nacional, además fue internacional con la selección de fútbol de Colombia.

## Clubes
| Club              | País     | Año         | Partidos | Goles |
| ----------------- | -------- | ----------- | -------- | ----- |
| Deportivo Pereira | Colombia | 1967 1977   | --       | --    |
| Nacional          | Colombia | 1968 - 1977 | 361      | 99    |

## Palmarés

### Campeonatos nacionales
| Título           | Club     | País     | Año  |
| ---------------- | -------- | -------- | ---- |
| Primera División | Nacional | Colombia | 1973 |
| Primera División | Nacional | Colombia | 1976 |